# 保﨑麗
保﨑 麗（ほざき れい、1998年10月19日 - ）は、日本のグラビアアイドル、モデル、女優。東京都出身。オスカープロモーション所属。「保崎」と表記されることがあるが、正しくは「保﨑」（「たつさき」の「﨑」）である。

## 経歴
- 本人いわく、「ももクロに憧れて、芸能界を目指したが、オスカープロダクションはモデル重視の職業で自分もモデルになった」と語っている[2]。
- 2018年1月 ミスFLASH2018グランプリを受賞[3]。
- 2018年 永井里菜、川村海乃とともにイエローハット3人娘に選ばれる。

## 人物
- 小学生の頃、6年間空手を習っていた。得意技は蹴り。一つ上の兄も習っていて兄妹喧嘩ではお互い空手技を使う。
- ゲーム好き。スマブラ、SEKIRO 、APEXなど。
- 将来の夢は女優[4]。
- 憧れの人物は内田理央[5]。

## 出演

### テレビドラマ
- マジムリ学園（日本テレビ、2018年7月26日 - 9月27日） - 親衛隊役
- ブラックペアン シーズン2（2024年7月7日 - 、TBS）
- ももの唄（2025年9月14日 - 9月28日予定、TOKYO MX） - 海野靖子 役[6]

### テレビ
- 東京オーディション (仮)（TOKYO MX、2017年3月13日、3月27日、9月5日、9月26日、2018年5月22日）
- バカリズムの大人のたしなみズム『家具』（BS日テレ、2018年6月16日）
- バカリズムの大人のたしなみズム『傘』（BS日テレ、2018年6月23日）
- バカリズムの大人のたしなみズム『書斎』（BS日テレ、2018年7月7日）
- バカリズムの大人のたしなみズム『「住（ライフ）」完結編』（BS日テレ、2018年7月14日）
- 明石家サンタの史上最大のクリスマスプレゼントショー（フジテレビ、2022年12月25日、2023年12月24日）- サンタガール[7][8]

### 映画
- オムニバス映画「青春カレイドスコープ」『夏色のマフラー』（2019年）
- 現代怪奇百物語 弐之章（2020年8月8日 - 8月9日、渋谷ユーロライブ、ラミアプロジェクト） - 須山美鈴 役
- きみといた世界（2024年12月14日、BASARA） - 横山理奈 役[9]

### インターネット
- ロバート秋山のクリエイターズ・ファイル『NPO法人「夢を持たない若者を救う会」代表』編[10] - レイ役
- ぶるぺん（2018年2月6日）
- 【全日本○○グラドルコンテスト】アビリティ（AbemaTV、2018年11月11日）
- 東京カレンダー「金曜美女劇場 Vol.94」(2020年5月22日)[11]
- TIPSTAR 船岡咲、保田真愛とともに「オスカー勝利の女神チーム（旧名：グラビアなのにちっぱいチーム）」（株式会社ミクシィ）
- ビアンカグループ「ビアンカオータムコレクション2022」[12]

### Music Video
- 降幡愛 「ハネムーン」（2021年9月29日）[13]

### 舞台
- 朗読劇『Greif2』(アイエス・フィールド、2019年8月30日 - 9月1日、目黒 千本桜ホール)
- 朗読劇『Greif2』(アイエス・フィールド、2020年1月23日 - 26日、目黒 千本桜ホール)
- session vol.16 (株式会社T-gene、2021年5月22日)

### CM
- 早稲田アカデミー 「男の子」「女の子」篇（2016年5月19日 - 2016年8月18日、早稲田アカデミー）
- イトーヨーカドー「繋がるクリスマス」篇（2017年11月23日 - 2017年12月25日、イトーヨーカドー）
- イエローハット『イエローシティ』（イエローハット）
- イエローハット『2018年４月バーゲンセール編』（イエローハット）
- イエローハット『ハットの日スペシャル感謝セール』（イエローハット）
- イエローハット『イエローシティ第2話』（イエローハット）
- マギアレコード 「夏はマギレKOO！」（2019年7月26日 - 2019年10月25日、Magica Quartet）
- ソニーモバイル（2019年7月13日、ソニーモバイル）
- ステート・オブ・サバイバル「何をしたって、ぶっ生き抜け。」篇（2021年、KingsGroup International）
- 新iPhone「新しい映像体験」篇（2021年9月24日、ドコモ）[14]
- ローカルミエルカ「わざわざ来たのに」篇（2021年10月15日、株式会社Faber Company）[15]
- Serviアイリスエディション「配膳まかせてロボ」篇（2021年11月22日、アイリスオーヤマ）[16]
- プランプリップケアスクラブ キャンメイクCM「キレイはリップから篇」15秒（2022年4月21日、キャンメイク）[17]
- プランプリップケアスクラブ キャンメイクCM「キレイはリップから篇」30秒（2022年4月21日、キャンメイク）[18]
- プランプリップケアスクラブ キャンメイクCM「キレイはリップから篇」 making（2022年4月21日、キャンメイク）[19]
- 日本公認会計士協会「令和5年（2023年）公認会計士試験PRポスター」[20]
- パナソニック「全自動DIGA ネット動画のように 観忘れた人篇」[21]
- 任天堂「マリオストライカーズ　バトルリーグ TVCM2」[22]

## 作品

### デジタル写真集
- 保崎麗「はつ恋」（2019年5月17日、ラインコミュニケーションズ）
- ザッキー・ファースト　保崎麗1（2019年10日11日、小学館）
- ザッキー・ファースト　保崎麗2（2019年10日11日、小学館）
- ザッキー・ファースト　保崎麗DX（2019年10日11日、小学館）
- 麗の帰還　保崎麗3（2020年2月14日、小学館）
- 麗の帰還　保崎麗4（2020年2月14日、小学館）
- 麗の帰還　保崎麗DX（2020年2月14日、小学館）
- れいちゃんずラブ SEXY or DEAD　保崎麗5（2020年5月22日、小学館）
- れいちゃんずラブ SEXY or DEAD　保崎麗6（2020年5月22日、小学館）
- れいちゃんずラブ SEXY or DEAD　保崎麗DX（2020年5月22日、小学館）
- 美女麗句　保崎麗7（2020年7月17日、小学館）
- 美女麗句　保崎麗8（2020年7月17日、小学館）
- 美女麗句　保崎麗DX（2020年7月17日、小学館）
- レイワ開脚組　保崎麗9（2021年3月26日、小学館）
- レイワ開脚組　保崎麗10（2021年3月26日、小学館）
- レイワ開脚組　保崎麗DX（2021年3月26日、小学館）
- 麗し、燃ゆ！　保崎麗11（2021年11月19日、小学館）
- 麗し、燃ゆ！　保崎麗12（2021年11月19日、小学館）
- 麗し、燃ゆ！　保崎麗DX（2021年11月19日、小学館）

### DVD
- ミスFLASH2018（2018年4月19日、ラインコミュニケーションズ）
- はつ恋（2018年12月15日、ラインコミュニケーションズ）[23]
- レイ Collection（2019年12月25日、エアーコントロール）
- 夏色のマフラー (2020年6月18日、青春カレイドスコープ製作委員会)
- 現代怪奇百物語 弐之章 (2020年12月2日、ラミアクリエイト)
- テレビ千鳥 vol.6（2021年6月30日、よしもとミュージック）

### BD
- はつ恋 (アイドルワン)（2018年12月15日、LCBD-894、ラインコミュニケーションズ）